# USS Queenfish (SS-393)
USS Queenfish (SS/AGSS-393) là một  tàu ngầm lớp Balao được Hải quân Hoa Kỳ chế tạo trong Chiến tranh Thế giới thứ hai. Nó là chiếc tàu chiến đầu tiên của Hải quân Hoa Kỳ được đặt cái tên này, theo tên một loài thuộc họ Cá lù đù. Nó đã phục vụ trong suốt Thế Chiến II, thực hiện tổng cộng năm chuyến tuần tra, đánh chìm tám tàu Nhật Bản với tổng tải trọng 40.767 tấn. Sau khi xung đột chấm dứt, nó tiếp tục phục vụ trong các cuộc Chiến tranh Lạnh và Chiến tranh Triều Tiên, và xếp lại lớp như một "tàu ngầm phụ trợ" AGSS-393 trước khi ngừng hoạt động vào năm 1963. Con tàu cuối cùng bị đánh chìm như một mục tiêu vào năm 1963. Queenfish được tặng thưởng danh hiệu Đơn vị Tuyên dương Tổng thống cùng sáu Ngôi sao Chiến trận do thành tích phục vụ trong Thế Chiến II.

## Thiết kế và chế tạo
Thiết kế của lớp Balao được cải tiến dựa trên  tàu ngầm lớp Gato dẫn trước, là một kiểu tàu ngầm hạm đội có tốc độ trên mặt nước cao, tầm hoạt động xa và vũ khí mạnh để tháp tùng hạm đội chiến trận. Khác biệt chính so với lớp Gato là ở cấu trúc lườn chịu áp lực bên trong dày hơn, và sử dụng thép có độ đàn hồi cao (HTS: High-Tensile Steel), cho phép lặn sâu hơn đến 400 ft (120 m). Con tàu dài 311 ft 9 in (95,02 m) và có trọng lượng choán nước 1.526 tấn Anh (1.550 t) khi nổi và 2.424 tấn Anh (2.463 t) khi lặn. Chúng trang bị động cơ diesel dẫn động máy phát điện để cung cấp điện năng cho bốn động cơ điện, đạt được công suất 5.400 shp (4.000 kW) khi nổi và 2.740 shp (2.040 kW) khi lặn, cho phép đạt tốc độ tối đa 20,25 hải lý trên giờ (37,50 km/h) và 8,75 hải lý trên giờ (16,21 km/h) tương ứng. Tầm xa hoạt động là 11.000 hải lý (20.000 km) khi đi trên mặt nước ở tốc độ 10 hải lý trên giờ (19 km/h) và có thể hoạt động kéo dài đến 75 ngày.
Tương tự như lớp Gato dẫn trước, lớp Balao được trang bị mười ống phóng ngư lôi 21 in (530 mm), gồm sáu ống trước mũi và bốn ống phía phía đuôi tàu, chúng mang theo tối đa 24 quả ngư lôi. Vũ khí trên boong tàu gồm một hải pháo 4 inch/50 caliber, một khẩu pháo phòng không Bofors 40 mm nòng đơn và một khẩu đội Oerlikon 20 mm nòng đôi, kèm theo hai súng máy .50 caliber. Trên tháp chỉ huy, ngoài hai kính tiềm vọng, nó còn trang bị ăn-ten radar SD phòng không và SJ dò tìm mặt biển. Tiện nghi cho thủy thủ đoàn bao gồm điều hòa không khí, thực phẩm trữ lạnh, máy lọc nước, máy giặt và giường ngủ cho hầu hết mọi người, giúp họ chịu đựng cái nóng nhiệt đới tại Thái Bình Dương cùng những chuyến tuần tra kéo dài đến hai tháng rưỡi.
Queenfish được đặt lườn tại Xưởng hải quân Portsmouth ở Kittery, Maine vào ngày 27 tháng 7, 1943. Nó được hạ thủy vào ngày 30 tháng 11, 1943, được đỡ đầu bởi bà Robert A. Theobald, và được cho nhập biên chế cùng Hải quân Hoa Kỳ vào ngày 11 tháng 3, 1944 dưới quyền chỉ huy của Hạm trưởng, Thiếu tá Hải quân Charles Elliott Loughlin.

## Lịch sử hoạt động

### 1944
Sau khi hoàn tất việc chạy thử máy và huấn luyện tại vùng bờ Đông Hoa Kỳ, Sterlet lên đường để hướng sang khu vực Thái Bình Dương ngang qua kênh đào Panama. Sau khi đi đến Trân Châu Cảng, nó tiếp tục được huấn luyện bổ sung.

#### Chuyến tuần tra thứ nhất
Khởi hành vào ngày 4 tháng 8, 1944 cho chuyến tuần tra đầu tiên trong chiến tranh, Queenfish hoạt động tại khu vực eo biển Luzon phía Bắc Philippines, trong thành phần đội tấn công phối hợp ("Bầy sói") "Ed's Eradicators", vốn bao gồm các tàu ngầm Barb (SS-220) và Tunny (SS-282). Vào ngày 31 tháng 8, trong eo biển Luzon về phía Nam Đài Loan lúc 02 giờ 20 phút, Queenfish phóng một loạt bốn quả ngư lôi đánh chìm tàu chở dầu Chiyoda Maru (4.700 tấn) tại tọa độ 21°21′B 121°06′Đ / 21,35°B 121,1°Đ; 382 hành khách cùng 15 thủy thủ đã tử trận cùng con tàu. Nó cũng đồng thời gây hư hại cho chiếc tàu chở dầu Rikko Maru.
Đến ngày 9 tháng 9, tại vị trí khoảng 43 mi (69 km) về phía Tây Bắc đảo Calayan phía Bắc Luzon, lúc 03 giờ 15 phút Queenfish lại phóng ngư lôi đánh trúng tàu chở hành khách-hàng hóa Toyooka Maru (7.097 tấn), khiến mục tiêu đắm chỉ trong vòng năm phút sau đó tại tọa độ 19°45′B 120°55′Đ / 19,75°B 120,917°Đ; 1.036 binh lính cùng chín thủy thủ đã tử trận cùng con tàu. Cùng lúc đó tàu vận tải Manshu Maru (3.054 tấn) cũng trúng ngư lôi phóng bởi Queenfish và đắm tại cùng tọa độ trên; 900 binh lính đã tử trận cùng con tàu.
Sau đó, Bộ chỉ huy Tàu ngầm Hạm đội Thái Bình Dương yêu cầu đội "Ed's Eradicators" đi đến trợ giúp cho đội "Ben's Busters" (bao gồm các tàu ngầm Growler (SS-215), Sealion (SS-315) và Pampanito (SS-383)) trong việc cứu vớt các tù binh chiến tranh Đồng Minh, sau khi các chiếc SS Rakuyō Maru và SS Kachidoki Maru bị đánh chìm. Phía Nhật Bản đã cứu vớt người của họ nhưng bỏ mặc khoảng 2.100 tù binh Anh và Australia. Queenfish đã cứu vớt 127 người, nhưng một cơn bão đang ập đến buộc nó phải chấm dứt việc tìm kiếm và quay trở về căn cứ Majuro thuộc quần đảo Marshall vào ngày 3 tháng 10.

#### Chuyến tuần tra thứ hai

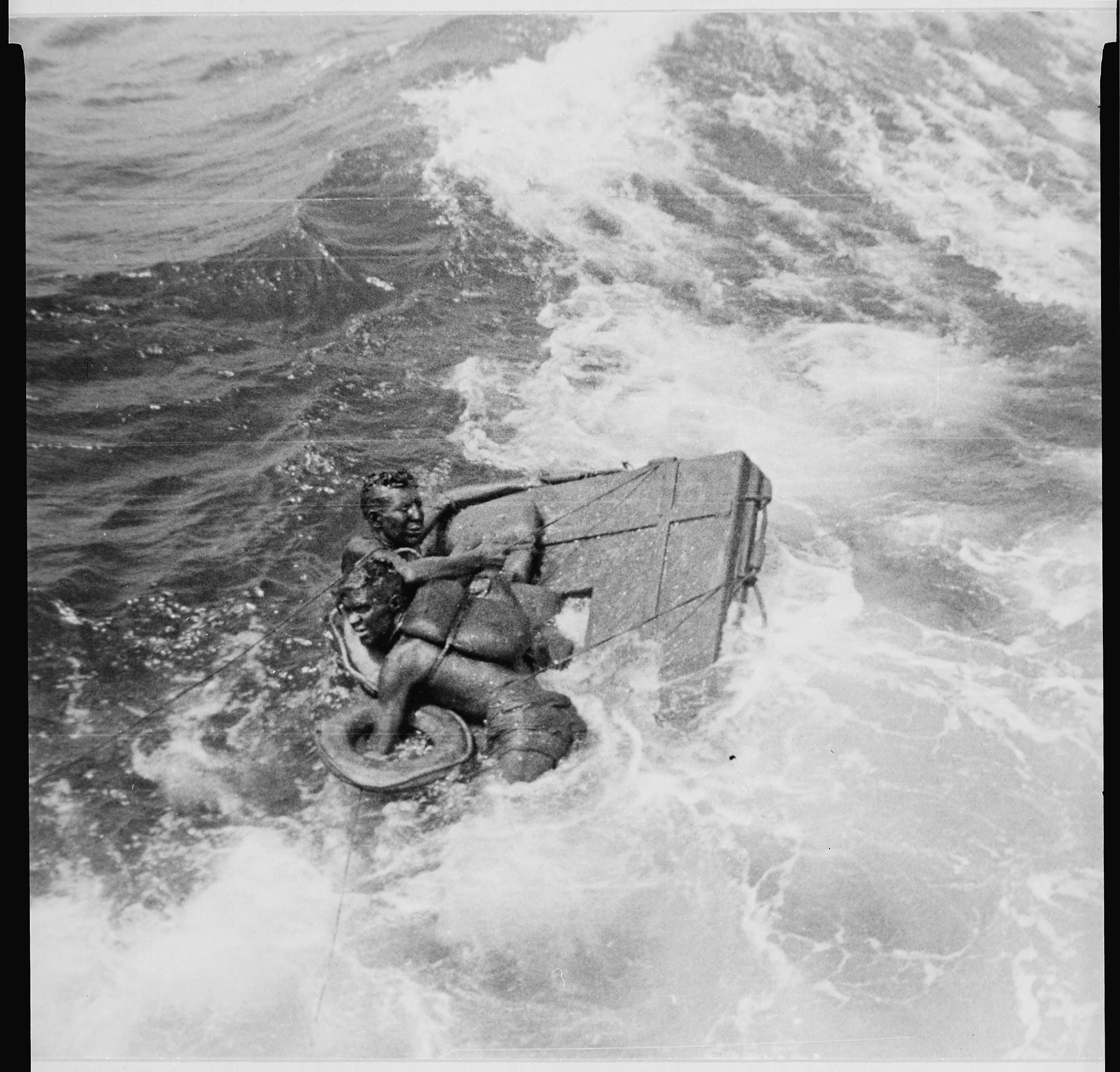
Queenfish đang cứu vớt tù binh Anh và Australia

Queenfish thực hiện chuyến tuần tra thứ hai tại khu vực phía Bắc biển Hoa Đông, khi Trung tá Loughlin Hạm trưởng kiêm nhiệm việc chỉ huy "Bầy sói" "Loughlin's Loopers", vốn còn bao gồm các tàu ngầm Barb và Picuda (SS-382). Vào ngày 8 tháng 11, trong biển Hoàng Hải, nó phóng ngư lôi đánh chìm các tàu chở hàng Keijo Maru (1.051 tấn) và Hakko Maru (1.948 tấn) cùng tại tọa độ 31°09′B 129°38′Đ / 31,15°B 129,633°Đ. Sang ngày hôm sau, khoảng 13,5 nmi (25,0 km) về phía Tây Bắc đảo Suzume, nó phát hiện một đoàn tàu gồm ba tàu vận tải được năm tàu vũ trang hộ tống. Một loạt ba quả ngư lôi do Queenfish phóng đã trúng đích toàn bộ, đánh chìm chiếc pháo hạm cũ Chojusan Maru  (2.131 tấn) tại tọa độ 31°15′B 129°10′Đ / 31,25°B 129,167°Đ; một thành viên thủy thủ đoàn đã tử trận cùng con tàu.
Nhờ thông tin tình báo vô tuyến, Bộ chỉ huy Tàu ngầm Thái Bình Dương biết được một đoàn tàu vận tải lớn xuất phát từ Mãn Châu đang trên đường vận chuyển lực lượng tăng viện cho Philippines. Đội "Loopers" được huy động phối hợp cùng đội "Urchins" để đánh chặn, và Queenfish mở màn vào ngày 15 tháng 11 trong eo biển Triều Tiên, khi phóng một loạt bốn quả ngư lôi phía đuôi nhắm vào  tàu sân bay hộ tống Akitsu Maru lúc 11 giờ 55 phút. Hai quả trúng đích, trong đó một quả đánh trúng hầm đạn đã khiến Akitsu Maru (9.186 tấn) nổ tung, lật úp sang mạn trái và đắm chỉ trong vòng ba phút, tại tọa độ 33°17′B 128°11′Đ / 33,283°B 128,183°Đ; 67 thủy thủ, 140 pháo thủ cùng 2.093 binh lính Lục quân đã tử trận cùng con tàu. Trong hai ngày tiếp theo, các tàu ngầm của hai "Bầy sói" đã phá hủy tổng cộng tám tàu trong đoàn tàu, bao gồm một tàu sân bay tải trọng 21.000 tấn và chiếc tàu chở quân lớn nhất. Tổn thất nhân mạng tương đương khoảng một sư đoàn lục quân. Thành tích trong hai chuyến tuần tra đầu tiên trong chiến tranh đã đưa đến cho Queenfish danh hiệu Đơn vị Tuyên dương Tổng thống.

### 1945

#### Chuyến tuần tra thứ ba
Trong chuyến tuần tra thứ ba từ ngày 29 tháng 12, 1944 đến ngày 29 tháng 1, 1945, Queenfish hoạt động tại khu vực eo biển Đài Loan và dọc bờ biển phía Nam Trung Quốc. Tuy nhiên nó không bắt gặp mục tiêu nào đáng kể.

#### Chuyến tuần tra thứ tư
Quay trở lại cùng khu vực này trong chuyến tuần tra thứ tư từ ngày 24 tháng 2 đến ngày 14 tháng 4, Queenfish hoạt động cùng "Bầy sói" "Post's Panzers" dưới quyền chỉ huy của Trung tá Hải quân William S. Post, Jr., Hạm trưởng chiếc Spot (SS-413), và còn bao gồm tàu ngầm Sea Fox (SS-402). Sau khi Spot bắn hết số ngư lôi mang theo nên phải rút lui về căn cứ để tái trang bị, quyền chỉ huy "Bầy sói" được chuyển cho Trung tá Loughlin.
Vào ngày 1 tháng 4, trong eo biển Đài Loan lúc 22 giờ 00, Queenfish dò được mục tiêu qua radar ở khoảng cách 17.000 yd (16 km) trong hoàn cảnh sương mù và tầm nhìn chỉ có 200 yd (180 m). Nhận định mục tiêu là một tàu khu trục căn cứ vào tốc độ tín hiệu radar, chiếc tàu ngầm tiếp cận và phóng một loạt bốn quả ngư lôi ở khoảng cách 1.200 yd (1.100 m), tất cả đều trúng đích. Tàu chở hành khách Awa Maru (11.600 tấn), vốn đang vận chuyển hàng tiếp liệu Chữ thập đỏ cho các trại tù binh, đắm trong vòng hai phút tại tọa độ 24°41′B 119°12′Đ / 24,683°B 119,2°Đ; 1.907 hành khách cùng 148 thành viên thủy thủ đoàn đã thiệt mạng cùng con tàu, chỉ một người duy nhất sống sót được Queenfish cứu vớt. Do chuyến đi của Awa Maru được chính phủ Hoa Kỳ đảm bảo an toàn, sự kiện Awa Maru bị đánh chìm tạo ra nhiều tranh cãi; Queenfish bị Bộ chỉ huy Tàu ngầm Thái Bình Dương triệu hồi về căn cứ, Trung tá Loughlin bị cách chức hạm trưởng và bị đưa ra xét xử tại tòa án quân sự.

#### Chuyến tuần tra thứ năm
Dưới quyền chỉ huy của hạm trưởng mới, Trung tá Hải quân Frank N. Shamer, Queenfish thực hiện chuyến tuần tra cuối cùng trong chiến tranh tại khu vực biển Hoa Đông và Hoàng Hải. Nó quay trở về căn cứ Midway và đang được tái trang bị khi Nhật Bản chấp nhận đầu hàng vào ngày 15 tháng 8, giúp chấm dứt vĩnh viễn cuộc xung đột.

### 1945 – 1963
Sau khi được đại tu tại Xưởng hải quân Mare Island, Queenfish đảm nhiệm vai trò soái hạm của Lực lượng Tàu ngầm Hạm đội Thái Bình Dương, đặt cảng nhà tại Trân Châu Cảng. Nó được phái sang hoạt động tại Viễn Đông trong tháng 3, 1946 và từ tháng 6 đến tháng 7, 1949, cũng như hoạt động trong biển Bering vào cuối năm 1947. Trong tháng 2 và tháng 3, 1950, nó tham gia cuộc tập trận phối hợp giữa các đơn vị Hải quân Hoa Kỳ và Hải quân Hoàng gia Anh. Trong cuộc Chiến tranh Triều Tiên, chiếc tàu ngầm có các chuyến đi sang khu vực xung đột vào năm 1951 và 1953. Sang tháng 2, 1954, nó chuyển cảng nhà đến San Diego, và trong bốn năm tiếp theo đã hoạt động chủ yếu tại vùng bờ Tây ngoại trừ hai tuần lễ hoạt động tại vùng biển Hawaii vào cuối năm 1956. Con tàu lên đường vào ngày 16 tháng 1, 1958 cho một lượt biệt phái phục vụ tại khu vực Tây Thái Bình Dương kéo dài trong sáu tháng, và quay trở về San Diego vào ngày 27 tháng 7.
Queenfish được xếp lại lớp như một "tàu ngầm phụ trợ" và mang ký hiệu lườn mới AGSS-393 vào ngày 1 tháng 7, 1960. Nó được cho xuất biên chế đồng thời được rút tên khỏi danh sách Đăng bạ Hải quân vào ngày 1 tháng 3, 1963. Con tàu bị đánh chìm như một mục tiêu bởi tàu ngầm hạt nhân Swordfish (SSN-579) vào ngày 14 tháng 8, 1963.

## Phần thưởng
Queenfish được tặng thưởng danh hiệu Đơn vị Tuyên dương Tổng thống cùng sáu Ngôi sao Chiến trận do thành tích phục vụ trong Thế Chiến II. Nó được ghi công đã đánh chìm tám tàu Nhật Bản với tổng tải trọng 40.767 tấn.
|  |                           |  |
|  | Silver star · Bronze star |  |

| Dãi băng Hoạt động Tác chiến  | Dãi băng Hoạt động Tác chiến                                            | Đơn vị Tuyên Dương Tổng thống                                           | Đơn vị Tuyên Dương Tổng thống        |
| Huân chương Chiến dịch Hoa Kỳ | Huân chương Chiến dịch Châu Á-Thái Bình Dương với 6 Ngôi sao Chiến trận | Huân chương Chiến dịch Châu Á-Thái Bình Dương với 6 Ngôi sao Chiến trận | Huân chương Chiến thắng Thế Chiến II |